# PSYCHO-PASS心靈判官3 FIRST INSPECTOR
《PSYCHO-PASS心理测量者3：FIRST INSPECTOR》（日语：PSYCHO-PASS サイコパス 3 FIRST INSPECTOR）是由Production I.G擔綱製作的科幻動畫劇場版電影。電影作品為動畫PSYCHO-PASS系列第三部的劇場版續作，由三章節構成。

## 前情提要
在《PSYCHO-PASS 3》的结尾，公安局刑事课第一分队监视官炯・米哈伊尔・伊格纳多夫被迫卷入了一个名叫“彩虹桥”（Bifrost）的组织，彩虹桥以释放炯的妻子舞子为条件成功与炯达成协议，炯成为彩虹桥第十三号“监视者”，并在暗中协助彩虹桥的高层法斑静火。另一方面，彩虹桥第一监视者梓泽广一利用駭客技术和佣兵攻破并控制了公安局本部大楼，拘禁了公安局刑事课第一分队监视官慎导灼，以公安局全体人员作为人质要挟东京都知事小宫香利奈发表引退声明。

## 剧情
本电影分为三个章节：

### 高塔神殿的战利品 第一节
梓泽广一取得了六合冢弥生的身份证件，成功进入公安局本部大楼。他在小畑千夜与佣兵“寒鸦”、“雌狐”的协助下攻占公安局本部大楼，与此同时国会议员代银遥熙回到彩虹桥准备在赌局中继续对抗法斑静火。
梓泽广一指示小畑千夜切断公安局本部大楼与外界连接的出入口和通讯线路，并释放了羁押在大楼中的大量潜在犯。在第一波攻击中，刑事课一課由於没有主宰者（Dominator）而无法应战、二課在争夺主宰者的途中被佣兵歼灭、三課则因大楼封锁无法从外部进入。此时在大楼内的慎导灼被梓泽广一发现并绑架，身处外界的炯则在与法斑静火接头的途中遭遇伏击，被跟踪他的外务省行动课须乡彻平以及随后赶来支援的狡嚙慎也、宜野座伸元一行搭救。
炯与外务省行动课三人搭乘直升机前往公安局本部大楼，试图从大楼顶部停机坪突围进入大楼内部。於此同时，霜月美佳课长、廿六木天马、雏河翔三人试图前往存放主宰者的楼层取得主宰者，唐之杜志恩与小宫香利奈都知事一行找到并成功解救出了慎导灼，被作为人质的公安局局长细吕木晴海从大楼顶层跳下自杀身亡。

### 高塔神殿的战利品 第二节
炯与外务省行动课成功从公安局大楼顶部突围进入楼内，并与执行官入江一途、如月真绪两人汇合。慎导灼、唐之杜志恩、小宫香利奈一行人在炯和狡嚙慎也等人的掩护下成功抵达伺服器所在的房间准备重启大楼内的通信系统。霜月美佳课长、廿六木天马、雏河翔三人则成功抵达存放主宰者的楼层，但发现存放的主宰者几乎全部被毁坏。所幸，曾经由霜月美佳提议所制造的试验品：主宰者SG原型未被发现和破坏，三人拿走主宰者SG原型机后返回并与一課其他成员汇合。
随后，唐之杜志恩於试图恢复伺服器时因吸入毒气而陷入昏迷，最终在雏河翔的接力下成功恢复大楼内部伺服器連線。慎导灼隻身前往底层停车场解救都知事小宫香利奈的前秘书，并取得宜野座伸元設法从外界送入的主宰者一把。慎导灼根据推断识破了梓泽广一声称在大楼内释放毒气的谎言，霜月美佳课长則佯裝不知情继续与梓泽广一谈判。
在大楼底下层，慎导灼藉由精神投影找回关於父亲的記憶，也得知希貝兒系统真相和自己的免罪体质者身份。而炯和小宫香利奈合作，利用MA香利奈成功骗过梓泽广一。

### 雨天，接续
慎导灼使用精神投影继续挖掘自己的记忆，得知自己的父亲发现自己是免罪体质者后曾与彩虹桥达成协议，以保护自己不被希貝兒系统吸收。同时，慎导灼推测出了梓泽广一的真实意图─成为希貝兒系统的一员。
而梓泽广一意识到自己的行动已经失败后用和平破坏者的情报与外务省交易，成功换取外务省对他安全撤退的默许。此时在彩虹桥中，代银遥熙意识到自己在这轮赌局中失败，坦然接受被彩虹桥处置出局。
梓泽广一与小畑千夜从公安局大楼停车场撤退时与在此等候的慎导灼相遇，慎导灼承诺告知他希貝兒系统的真相，於是梓泽广一与慎导灼一同乘车驶出公安局前往厚生省本部所在的诺娜塔。路途中梓泽广一告知慎导灼彩虹桥的历史：彩虹桥原本是希貝兒系统运行初期的程式除错系统机密部门，由静火一族开发，后被投资者利用开发成现在的赌局AI并以其谋利。
在代银遥熙被彩虹桥消灭后，仅剩的唯一一名参与者法斑静火强力提名希貝兒系统为彩虹桥新的参与者。成为彩虹桥参与者后，希貝兒系统识别出彩虹桥所在的位置，并以公安局局长的身份进入彩虹桥将其摧毁。同时，梓泽广一在慎导灼的带领下进入希貝兒系统核心。系统在告知非免罪体质者无法加入希貝兒系统后，便欲處死梓泽广一，但在慎导灼的要求下，系统最终同意不即刻处置梓泽广一，由慎导灼将其逮捕。
随后法斑静火与希貝兒系统达成协议，继续让慎导灼以人类的身份担任监视管，并释放常守朱。霜月美佳前往希貝兒系统核心将慎导灼接回。
事件结束后数日，刑事课一課恢复了日常工作，都知事宣布此次事件为国内反希貝兒系统份子主导，将不会影响开国政策的实施。法斑静火則接替“死亡”的细吕木晴海出任公安局新任局长，同时宣布被释放的常守朱将以法定执行官身分回到刑事课擔任霜月美佳课长助理。

## 發行
電視動畫 PSYCHO-PASS 3 在2019年11月12日播出最終集後公開電影情報，2020年3月27日在日本院線公映；海外地區則係以影音串流平台Amazon Prime Video同步提供視聽。电影主题曲《Synthetic Sympathy》由Who-ya Extended制作，片尾曲《Red Strand》由Cö Shu Nie制作。电影原计划于3月27日起在日本上映2週，但受COVID-19疫情影响，实际播映期大多大幅缩短或取消。